# 土橋豊
土橋 豊（つちはし ゆたか、1957年 - ）は、日本の園芸学者。東京農業大学教授。専門は園芸学・園芸療法・都市緑化・花の文化史。

## 略歴
1957年大阪府大阪市生まれ。1979年京都府立大学農学部卒業。1981年京都大学大学院農学研究科修士課程修了。2009年「花き類の高温環境下における品質向上および高温ストレス耐性に関する研究」で博士（農学）の学位を取得。京都府立植物園温室係長、京都府農業総合研究所主任研究員などを経て、2005年甲子園短期大学教授、2016年東京農業大学教授。

## 著書
- 『検索入門観葉植物』全2巻 保育社 1987
- 『観葉植物1000 種類の特徴から上手な栽培・管理の仕方まで』八坂書房 1992
- 『洋ラン図鑑』光村推古書院 1993
- 『洋ラン』（山渓園芸ハンドブック）山と渓谷社 1996
- 『ビジュアル園芸・植物用語事典』家の光協会 1999
- 『熱帯の有用果実』トンボ出版 2000
- 『カラー・ガーデニング レッド&ピンク』光村推古書院 2002
- 『ミラクル植物記』トンボ出版 2009
- 『日本で見られる熱帯の花ハンドブック』文一総合出版 2013
- 『人もペットも気をつけたい園芸有毒植物図鑑』淡交社 2015

### 共編著・監修
- 『観葉植物事典』監修 池田書店 1999
- 「トロピカルフルーツずかん」あかぎかんこ文、土橋監修・文、リブリオ出版 2001

パイナップル
ドラゴンフルーツ
パパイア&グァバ
マンゴー
バナナ
フルーツミックス
- 『植物の百科事典』石井龍一、岩槻邦男、竹中明夫、長谷部光泰、矢原徹一、和田正三共編 朝倉書店 2009
- 『カラーリーフプランツ 葉の美しい熱帯・亜熱帯の観葉植物547品目の特徴と栽培法』椎野昌宏共著 誠文堂新光社（ガーデンライフシリーズ）2017
- 『仕立てて楽しむつる植物 つるバラ・クレマチス・アサガオから珍しい植物まで』河合伸志, 椎野昌宏共著 誠文堂新光社（ガーデンライフシリーズ）2018

### 翻訳
- ウィリアム・ディビッドソン『観葉植物』保育社園芸選書 1986
- デビッド・パプワース『球根植物』保育社園芸選書 1986

## 論文
- <土橋豊